# Baggara
Baggara (Baqqara; arap. البقارة) su grupa nomadskih beduinskih plemena iz Darfura i Kordofana u Sudanu i susjednom Čadu. U prava Baggara plemena pripadaju Beni Selim, Oulad Hamayd, Habbaniya, Hawazma, Messiriya, Beni Husayn,  Humr, Bahr al-Arab, Reizegat, Ta`aisha, Beni Helba, Beni Khuzam i Salamat.  Prema Biondiju 1995. ima ih oko 5,000,000. 
Migracije Baggara u sadašnje područje tekle su sa zapada prema istoku, od jezera Čad, kamo su došli u neko ranije vrijeme sa sjevera. U područjima kroz južnu Nubiju (Sudan) postali su poznati po trgovini crnim robljem. Pritiskom Engleza preko egipatskog princa Khedive (ח'דיו) pokušala se zaustaviti trgovina robljem, što je naljutilo Baggare, pa ovi osnovaše svoju privatnu vojsku opirući se zaustavljanju ovog njima unosnog posla. 
Godine 1887. Baggare napadaju na Etiopiju i dvije godine kasnije (1889.) ubijaju etiopskog kralja Ivana IV. Iste 1889. godine vrše i invaziju na Egipat, a iz Eritreje su ih 1893. izbacili tek Talijani. 
Ime Baggara dolazi od arapske riječi za 'stoku' (goveda), i po kulturi, za razliku od drugih Beduina, bavili su se nomadskim uzgojem stoke, a neki se naseliše i po agrikulturnim naseljima i gradovima. Njihovo porijeklo je u području Crvenog mora na Arapskom poluotoku odakle su na afrički kontinent pristigli moguće između 1100. i 1200 godine.  Tu su im se vjerojatno priključile druge srodne grupe koje su kasnije prihvatile njihovo ime. 
Jezik Baggara je arapski i srodan onom što ga govore Shuwa Arapi. Vjera im je muslimanska, veoma su pobožni i često hodočaste u Meku. Nije poznato da među njima ima pripadnika drugih vjera.

## Plemenske skupine
Batahin, s Fadnia. Između Bijelog Nila i Atbare. Goniči deva, nomadi.
Bederia (Bedayria), s Dubab, Ghodiat, Hamayd (Aulad Hamayd),Hawazma, Terayfia, Tomam, Tumbab, i još neka polunomadska plemena u Kordofanu, sjeverno od Nuba, s kojima su neki jako pomiješani.
Dekakire. u Bagirmi, prilično pomiješani s crncima.
Fertit, uključuju Mandala (Bandala) i još neka arapska plemena. Sjedioci.
Fezara, s Bazaa, Gerar (Beni Gerar), Hamid, Kawahla, Maakla, Maalia, Shenabla i Zayadia u sjevernom Kordofanu. Nomadi s govedima i ovcama.
Gaaliin (Jaalyyin), s Gamuia, Gemaab. Gimiab, Manasir, Mesallania, Mirafab, Rubatab, u druga plemena duž rijeke Nil u Nubiji. Sjedioci, prisutna jaka nubijska komponenta.
Gimma. polunomadi duž Bijelog Nila.
Habbania, s Helba (Beni Helba), Rizeigat (Rizaykat), Taaisha, etc.

## Vanjske poveznice
- The Baggara of Sudan and Chad